# HD 196642
HD 196642，又名BD+37 4002，SAO 70288、HR 7888，是一颗恒星，视星等为6.2，位于銀經78.31，銀緯-1.64，其B1900.0坐标为赤經20h 33m 37.8s，赤緯+37° -1.64′ 50″。